# Ghatanothoa
Ghatanothoa és un personatge de la literatura de l'escriptor americà Howard Phillips Lovecraft (1890-1937). Lovecraft i un cercle d'altres autors van crear amb els seus contes una mitologia d'horror (el gènere anomenat de "terror còsmic") que descriu l'existència d'universos paral·lels i els éssers que en provenen, éssers que van existir "abans del temps" i que si tenen contactes amb els humans es desencadenen terribles conseqüències. El monstre divinitat anomenat Cthulhu és l'emblema i una de les figures recurrents d'aquesta mitologia, coneguda com els Mites de Cthulhu. Se'l descriu en la narració La crida de Cthulhu. Però ni han molts més i un d'ells és el Ghatanothoa.
Se sap que és terriblement horrible. Sembla estar format per un sens nombre de tentacles i òrgans sensorials sense cap ordre. Es deia que la seva visió provoca que caigui sobre el que la miri una terrible maledicció. La maledicció de Ghatanothoa. La qual et petrificava tots els músculs i òrgans del cos però mantenint el cervell i la vista intactes.
Antigament Ghatanothoa es trobava sota la ciutat habitada per humans de l'antiga Mu. Que va ser construïda pels mi-go (uns altres sers). El seu amagatall estava situat sota un con volcànic. Amb l'enfonsament de Mu, l'amagatall de ghatanothoa també es va sepultar en l'oceà fent que ghatanothoa quedés presoner sota les aigües.